# Barrington, New Hampshire
Barrington är en kommun (town) i Strafford County i delstaten New Hampshire, USA med 8 576 invånare (2010). 